# Оссендрейвер, Эсмеральда
Эсмеральда Оссендрейвер (нидерл. Esmeralda Ossendrijver; род.2 октября 1968 года в Гааге, провинция Южная Голландия) — нидерландская конькобежка, специализирующаяся в шорт-треке и конькобежном спорте. Участвовала в Олимпийских играх 1994 года. Двукратная бронзовый призёр чемпионатов мира по шорт-треку. Бронзовый призёр чемпионата Нидерландов 1991 года на дистанции 5000 метров в конькобежном спорте. Есть младшая сестра Мануэла Оссендрейвер, шорт-трекистка национальной сборной Нидерландов.

## Биография
Эсмеральда была ростом на 5 см ниже своей младшей сестры Мануэлы, всего 1 м,52 см. Как и её сестра она часто слышала со стороны о том, что с такими данными тяжело будет в спорте. Но Эсмеральда показала, что рост не помеха. В 1985 году вместе с Мануэлой она попала на чемпионат мира в Амстердаме и завоевала первую бронзу в эстафете. Через год выиграла бронзу в эстафете на чемпионате мира в Шамони. В 1987 году на первенстве мира в канадском Монреале Эсмеральда заняла только 9 место в общем зачёте.
После чемпионата Нидерландов в 1988 году, когда возник конфликт между сёстрами Оссендрейвер и Вельцебоер из-за нечестной борьбы на треке и судебными тяжбами, Мануэлу и Эсмеральду тренер национальной сборной Равенсберген отстранил от участия на всех международных соревнованиях на год. Но если Мануэла в 1990 году вернулась на короткое время обратно в шорт-трек, то Эсмеральду этот инцидент сильно сломил и она перешла на длинные классические дистанции. В 1991 году она даже стала третьей на национальном чемпионате по конькобежному спорту на дистанции 5000 метров. Также дважды побеждала на марафоне. В 1994 году она выступала в шорт треке на Олимпийских играх в Лиллехаммере, где заняла в эстафете 6 место.